# Danza medievale

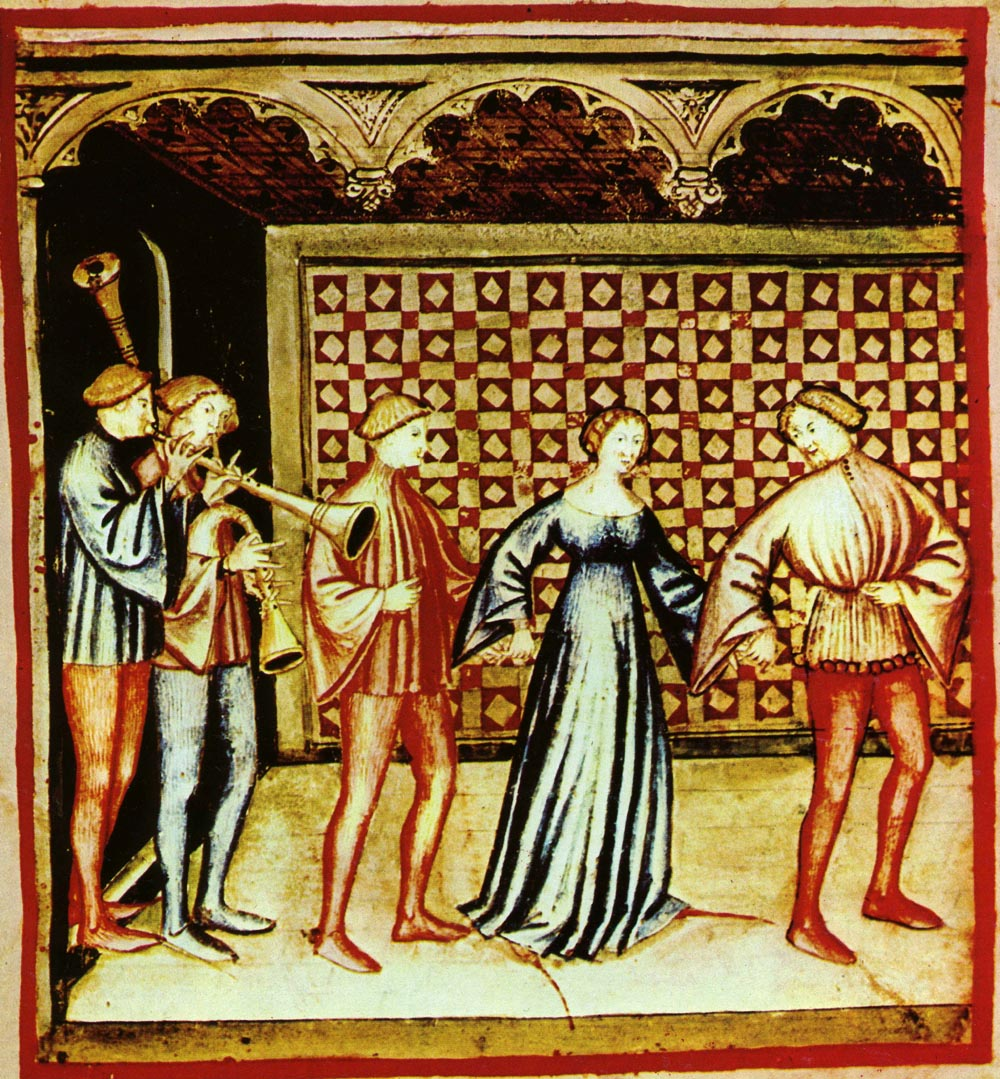
Suono e danza, tacuina sanitatis casanatensis (XIV secolo)

Le danze medievali hanno lasciato moltissime tracce scritte e, se qualche Chronicon dell'epoca ne parla, nessuno le descrive.
A questa difficoltà vi si aggiunge il problema del deciframento musicale: la notazione musicale si faceva in quest'epoca tramite un tetragramma   (e non pentagramma come oggi), il che rende l'interpretazione delle frasi melodiche abbastanza aleatorie.
Le fonti per una comprensione della danza in Europa durante il Medioevo sono perciò limitate e frammentarie, composte perlopiù da qualche raffigurazione in dipinti e miniature; alcuni esempi possono essere le danze e le allusioni sparse nei testi letterari. In Italia, le prime descrizioni dettagliate della danza risalgono appena al 1450, dopo l'inizio del Rinascimento. Se un tempo la danza era vista come un linguaggio del corpo, in relazione anche a particolari manifestazioni di libero sfogo, nell’alto Medioevo «si impianta quell’elemento fondamentale della nostra identità collettiva costituito dal cristianesimo, tormentato dal problema del corpo, glorificato e represso, esaltato e respinto insieme» . Questa concezione ecclesiastica andava nettamente in contrasto con
manifestazioni quali le danze dei folli e il Carnevale, anche se come si è visto c’era sempre un margine di tolleranza ed un tentativo di inglobamento di questi festeggiamenti da parte della Chiesa.  Con il passare del tempo la sfera della danza, abbandonati gli aspetti grotteschi della festività popolare, fu relegata ad una pratica svolta da una piccola cerchia di persone appartenenti ai ceti dominanti. In particolare dalla fine del XIV secolo il ruolo della danza acquista un’accezione puramente ludica, caratteristica che diventerà la base del ballo di corte quattrocentesco, questo aspetto porterà un cambiamento, non solo nei danzatori, ma anche tra gli spettatori. La differenziazione tra il ballo di corte e la danza popolare, passa attraverso vari aspetti. Innanzitutto si perde la coralità delle danze popolari a vantaggio di coreografie con due o al massimo tre persone. Il contatto fisico, rispecchiando l’ideale di amor cortese, viene fortemente limitato e spesso ci si limita alla sola unione delle mani .
Esistono alcuni elementi iconografici, all’interno dei quali è possibile scorgere questi tipi di danze.  Un esempio è il Ciclo dei mesi conservato nella Torre dell’Aquila del Buonconsiglio a Trento.
Le corti con la stabilizzazione delle comunità urbane, organizzano feste che sono sempre più istituzionali, per fare sfoggio del potere detenuto sulla società e controllarne lo stato attuale. «La capacità di progettare e di realizzare parate, tornei, banchetti e rappresentazioni piene di sfarzo e ben congegnati è infatti una via per mostrare al mondo il proprio potere politico o il proprio prestigio» .
In queste feste, che rispetto al passato sono molto più serie, è necessario per i danzatori presentarsi in modo diverso, limando alcuni aspetti dello stile esecutivo dei passi. Durante il Quattrocento avviene il passaggio definitivo dalla libera espressione del corpo, tipica della danza del giullare o dei balli popolari, alla codificazione rigida di un linguaggio coreico definito , la danza viene sottomessa a nuovi e più rigidi codici universali.

## Forme

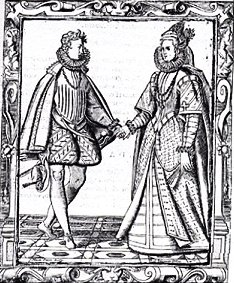
Una danza di coppia del XVI secolo
dal libro Le Gratie d'amore del maestro di ballo Cesare Negri di Milano

(attenzione: questo volume è relativo alla danza rinascimentale e non a quella medievale!)
Ci sono molte forme di danze medievali:
- Balade o ballata, vale a dire, una danza generica, di solito in file;
- Rondò, rotta, rondellus, o rond, cioè, una danza in cerchio;
- Virelai (da virer, i.e. contorcersi), ovvero, una danza con movimenti a torsione;
- Carola (termine generico), karol, querole, vale a dire, una danza in cerchio;
- Estampie (secolo XIII).
- Branle (secolo XIV).
- Saltarello (secolo XIV).
- Tresca (secolo XIV).
- Basse danse (fine secolo XIV).
- Tarantella (secolo XV).

## Carola
La forma più documentata di danza durante il Medioevo è la carola, o carole, nota già dal XII e XIII secolo nell'Europa occidentale in ambienti di corte e rurali. È costituita da due gruppi di danzatori che di solito si tengono le mani formando un cerchio, con un capogruppo che conduce la danza e il canto e gli altri che ripetono il ritornello. Non sono stati identificati né testi né musica per la carola.

### Chretien de Troyes
Alcune delle prime menzioni in merito alla carola si hanno nei lavori del poeta francese Chrétien de Troyes nel suo ciclo arturiano. Nella scena del matrimonio in Erec e Enide (circa 1170)
Nel Lancillotto o il cavaliere della carretta, (probabilmente alla fine del decennio 1170-1180) in un prato dove vi sono cavalieri e signore, si fanno vari giochi mentre:
In quello che è probabilmente l'ultima lavoro di Chretien, Le Roman de Perceval ou le conte du Graal, probabilmente scritto nel 1181-1191, troviamo che:
"Uomini e donne danzano in tondo per ogni strada e piazza"
e successivamente nell'ambiente di corte:
"La regina... aveva con tutte le sue dame unite per mano nella danza dato il via al divertimento. In suo onore iniziavano i loro canti, danze e girotondi"
Nell'era moderna, il canto natalizio (in inglese Christmas carol) sopravvive come forma musicale.

## Estampie
Se è vera la storia riguardo al fatto che il trovatore Rambaldo di Vaqueiras (circa 1150-1207) scrisse la famosa canzone provenzale Kalenda Maya onde adattare il motivo di un estampie che aveva sentito suonare da due joglars, allora la storia dell'estampie risale al XII secolo. I soli esempi musicali realmente identificati come "estampie" o "istanpita" sono contenuti in due manoscritti del XIV secolo. Gli stessi manoscritti contengono anche altre composizioni chiamate "danse real" o altri nomi di danza. Queste sono simili nella struttura musicale alle estampies, ma il consenso rimane diviso in merito al fatto se debbano essere considerate le stesse.
Oltre a queste composizioni di musica strumentale, si menziona l'estampie anche in varie fonti letterarie del XIII e XIV secolo. Una di queste "stampenie" si trova nel Tristano di Gottfried von Straßburg del 1210 in un catalogo correlato:
Successivamente, in una descrizione di Isolde:
Un secolo e mezzo più tardi nella poesia La Prison amoreuse (1372-73) del cronachista e poeta francese Jean Froissart (1337 ca. - 1405), troviamo:
L'opinione è divisa riguardo al fatto se la estampie fosse stata in realtà una danza o semplicemente la prima musica strumentale. Sachs crede che il forte ritmo della musica, la derivazione del nome da un termine che significa "battere [i piedi]" e la citazione della precedente poesia di Froissart, consentono di classificare definitivamente la estampie come una danza. Tuttavia, altri pongono in rilievo in alcuni esempi il fatto che la complessa musica sia insolita nelle melodie della danza, e interpretano la poesia di Froissart nel senso di una danza iniziante con la carola. Vi è anche un dibattito sulla derivazione della parola "estampie". In ogni caso, non si conosce nessuna descrizione di passi di danza o figure per la estampie.